# Karlsruher Sport-Club Mühlburg-Phönix 1976-1977
Questa voce raccoglie le informazioni riguardanti il Karlsruher Sport-Club Mühlburg-Phönix nelle competizioni ufficiali della stagione 1976-1977.

## Stagione
Nella stagione 1976-1977 il Karlsruhe, allenato da Carl-Heinz Rühl, concluse il campionato di Bundesliga al 16º posto. In Coppa di Germania il Karlsruhe fu eliminato al secondo turno dall'Homburg.

## Rosa
| N. |                     | Ruolo | Calciatore         |
| -- | ------------------- | ----- | ------------------ |
|    | Germania (bandiera) | P     | Siegfried Kessler  |
|    | Germania (bandiera) | P     | Michael Wäschle    |
|    | Germania (bandiera) | P     | Rudi Wimmer        |
|    | Germania (bandiera) | D     | Jürgen Kalb        |
|    | Germania (bandiera) | D     | Gerd Komorowski    |
|    | Germania (bandiera) | D     | Kurt Niedermayer   |
|    | Germania (bandiera) | D     | Jürgen Radau       |
|    | Germania (bandiera) | D     | Karl-Heinz Struth  |
|    | Germania (bandiera) | D     | Rainer Ulrich      |
|    | Germania (bandiera) | C     | Hermann Bredenfeld |

| N. |                               | Ruolo | Calciatore       |
| -- | ----------------------------- | ----- | ---------------- |
|    | Danimarca (bandiera)          | C     | Ove Flindt-Bjerg |
|    | Germania (bandiera)           | C     | Martin Kübler    |
|    | Germania (bandiera)           | C     | Winfried Schäfer |
|    | Germania (bandiera)           | C     | Wilfried Trenkel |
|    | Macedonia del Nord (bandiera) | A     | Vančo Balevski   |
|    | Germania (bandiera)           | A     | Karl Berger      |
|    | Germania (bandiera)           | A     | Norbert Janzon   |
|    | Germania (bandiera)           | A     | Gustav Jung      |
|    | Germania (bandiera)           | A     | Raimund Krauth   |

## Organigramma societario
Area tecnica
- Allenatore: Carl-Heinz Rühl
- Allenatore in seconda:
- Preparatore dei portieri:
- Preparatori atletici:

## Calciomercato

### Sessione estiva
| Acquisti | Acquisti       | Acquisti          | Acquisti |
| R.       | Nome           | da                | Modalità |
| -------- | -------------- | ----------------- | -------- |
| C        | Thomas Sjöberg | Malmö FF          |          |
| A        | Vančo Balevski | Hajduk Spalato    |          |
| A        | Norbert Janzon | Kickers Offenbach |          |

| Cessioni | Cessioni        | Cessioni         | Cessioni |
| R.       | Nome            | a                | Modalità |
| -------- | --------------- | ---------------- | -------- |
| A        | Roland Vogel    | Waldhof Mannheim |          |
| C        | Peter Gutzeit   | SV Neckargerach  |          |
| D        | Ewald Schäffner | Augusta          |          |

### Sessione invernale
| Acquisti | Acquisti | Acquisti | Acquisti |
| R.       | Nome     | da       | Modalità |
| -------- | -------- | -------- | -------- |

| Cessioni | Cessioni       | Cessioni | Cessioni |
| R.       | Nome           | a        | Modalità |
| -------- | -------------- | -------- | -------- |
| C        | Thomas Sjöberg | Malmö FF |          |

## Risultati

### Bundesliga

#### Girone di andata
| Arbitro: | Fork |

|  |           |                                 |
|  | Marcatori | 23’ Szymanek 36’ Brück 78’ Horr |

| Arbitro: | Lutz |

|              |           |  |
| Tenhagen 43’ | Marcatori |  |

| Arbitro: | Engel |

|                             |           |             |
| Flindt-Bjerg 62’ Janzon 67’ | Marcatori | 47’ Lippens |

| Arbitro: | Burgers |

|             |           |            |
| Røntved 24’ | Marcatori | 15’ Janzon |

| Arbitro: | Wichmann |

|            |           |                     |
| Janzon 58’ | Marcatori | 59’ (rig.) Ritschel |

| Arbitro: | Jensen |

|                                |           |                 |
| Fürhoff 57’ Bast 59’ Dörre 65’ | Marcatori | 78’, 87’ Janzon |

| Arbitro: | Antz |

|                        |           |  |
| Trenkel 43’ Janzon 87’ | Marcatori |  |

| Arbitro: | Linn |

|                              |           |  |
| Zimmermann 50’, 72’ Brei 75’ | Marcatori |  |

| Arbitro: | Hilker |

|           |           |                 |
| Kübler 8’ | Marcatori | 73’ Stolzenburg |

| Arbitro: | Redelfs |

|                                         |           |                       |
| Wendt 7’, 37’ Schmitz 42’ Schneider 90’ | Marcatori | 58’ Krauth 62’ Janzon |

| Arbitro: | Niemann |

|                       |           |            |
| Struth 49’ Janzon 85’ | Marcatori | 13’ Müller |

| Arbitro: | Quindeau |

|                       |           |                  |
| Oblak 34’ Fischer 64’ | Marcatori | 53’, 71’ Schäfer |

| Arbitro: | Zuchantke |

|                       |           |                      |
| Berger 51’ Kübler 90’ | Marcatori | 59’ Eigl 65’ Reimann |

| Arbitro: | Fork |

|              |           |            |
| Aćimović 28’ | Marcatori | 64’ Berger |

| Arbitro: | Ahlenfelder |

|                   |           |                             |
| Struth 60’ (rig.) | Marcatori | 41’ Horsmann 50’ Rummenigge |

| Arbitro: | Linn |

|                                      |           |  |
| Berger 5’, 31’ Struth 25’ Janzon 76’ | Marcatori |  |

| Arbitro: | Lutz |

|                                |           |                |
| Jara 43’ Büssers 51’ Thies 85’ | Marcatori | 75’ Bredenfeld |

#### Girone di ritorno
| Arbitro: | Hennig |

|          |           |            |
| Grau 13’ | Marcatori | 30’ Janzon |

| Arbitro: | Roth |

|                           |           |            |
| Bredenfeld 36’ Berger 90’ | Marcatori | 26’ Kaczor |

| Arbitro: | Redelfs |

|                                                                            |           |                 |
| Geyer 13’ Burgsmüller 20’, 47’ Kalb 28’ (aut.) Segler 45’, 72’ Lippens 66’ | Marcatori | 39’, 67’ Janzon |

| Arbitro: | Ahlenfelder |

|                                     |           |               |
| Struth 24’ Balevski 60’ Schäfer 78’ | Marcatori | 90’ Meininger |

| Arbitro: | Kindervater |

|                                         |           |             |
| Sandberg 14’ Toppmöller 47’ Stickel 58’ | Marcatori | 38’ Schäfer |

| Arbitro: | Horstmann |

|            |           |                   |
| Berger 37’ | Marcatori | 80’ Wieczorkowski |

| Arbitro: | Wichmann |

|                                       |           |                              |
| Hölzenbein 37’, 56’ (rig.) Nickel 68’ | Marcatori | 39’ (rig.) Struth 73’ Janzon |

| Arbitro: | Engel |

|            |           |          |
| Struth 85’ | Marcatori | 33’ Zewe |

| Arbitro: | Hennig |

|                                   |           |                             |
| Popivoda 31’, 57’ Stolzenburg 69’ | Marcatori | 46’, 52’ Janzon 81’ Schäfer |

| Arbitro: | Kindervater |

|                                                    |           |            |
| Flindt-Bjerg 13’, 20’ Struth 35’ (rig.) Janzon 84’ | Marcatori | 85’ Jakobs |

| Arbitro: | Jensen |

|                                |           |                   |
| Müller 1’, 36’, 73’ Gerber 14’ | Marcatori | 70’ (rig.) Struth |

| Arbitro: | Linn |

|                   |           |                                                                   |
| Struth 71’ (rig.) | Marcatori | 9’, 25’, 54’ Fischer 22’ Abramczik 75’ Bongartz 83’, 86’ Rüssmann |

| Arbitro: | Eschweiler |

|                          |           |            |
| Volkert 37’ Memering 61’ | Marcatori | 33’ Struth |

| Arbitro: | Ohmsen |

|                              |           |  |
| Kübler 16’, 44’ Balevski 78’ | Marcatori |  |

| Arbitro: | Fork |

|                                                           |           |  |
| Torstensson 37’ Kapellmann 42’, 88’ Müller 67’ Hoeneß 89’ | Marcatori |  |

| Arbitro: | Zuchantke |

|                                                 |           |            |
| Simonsen 20’, 79’ Wittkamp 47’ Wohlers 51’, 67’ | Marcatori | 84’ Kübler |

| Arbitro: | Redelfs |

|                             |           |          |
| Struth 8’ (rig.) Kübler 77’ | Marcatori | 75’ Worm |

### Coppa di Germania
| Arbitro: | Binninger |

|                           |           |  |
| Bredenfeld 18’ Janzon 87’ | Marcatori |  |

| Arbitro: | Eschweiler |

|              |           |  |
| Nicastro 54’ | Marcatori |  |

## Statistiche

### Statistiche di squadra
| Competizione      | Punti | In casa | In casa | In casa | In casa | In casa | In casa | In trasferta | In trasferta | In trasferta | In trasferta | In trasferta | In trasferta | Totale | Totale | Totale | Totale | Totale | Totale | DR  |
| Competizione      | Punti | G       | V       | N       | P       | Gf      | Gs      | G            | V            | N            | P            | Gf           | Gs           | G      | V      | N      | P      | Gf     | Gs     | DR  |
| ----------------- | ----- | ------- | ------- | ------- | ------- | ------- | ------- | ------------ | ------------ | ------------ | ------------ | ------------ | ------------ | ------ | ------ | ------ | ------ | ------ | ------ | --- |
| Bundesliga        | 28    | 17      | 9       | 5       | 3       | 32      | 24      | 17           | 0            | 5            | 12           | 21           | 51           | 34     | 9      | 10     | 15     | 53     | 75     | -22 |
| Coppa di Germania | -     | 1       | 1       | 0       | 0       | 2       | 0       | 1            | 0            | 0            | 1            | 0            | 1            | 2      | 1      | 0      | 1      | 2      | 1      | +1  |
| Totale            | 28    | 18      | 10      | 5       | 3       | 34      | 24      | 18           | 0            | 5            | 13           | 21           | 52           | 36     | 10     | 10     | 16     | 55     | 76     | -21 |

### Andamento in campionato
| Giornata  | 1  | 2  | 3  | 4  | 5  | 6  | 7  | 8  | 9  | 10 | 11 | 12 | 13 | 14 | 15 | 16 | 17 | 18 | 19 | 20 | 21 | 22 | 23 | 24 | 25 | 26 | 27 | 28 | 29 | 30 | 31 | 32 | 33 | 34 |
| --------- | -- | -- | -- | -- | -- | -- | -- | -- | -- | -- | -- | -- | -- | -- | -- | -- | -- | -- | -- | -- | -- | -- | -- | -- | -- | -- | -- | -- | -- | -- | -- | -- | -- | -- |
| Luogo     | C  | T  | C  | T  | C  | T  | C  | T  | C  | T  | C  | T  | C  | T  | C  | C  | T  | T  | C  | T  | C  | T  | C  | T  | C  | T  | C  | T  | C  | T  | C  | T  | T  | C  |
| Risultato | P  | P  | V  | N  | N  | P  | V  | P  | N  | P  | V  | N  | N  | N  | P  | V  | P  | N  | V  | P  | V  | P  | N  | P  | N  | N  | V  | P  | P  | P  | V  | P  | P  | V  |
| Posizione | 18 | 18 | 15 | 13 | 14 | 15 | 12 | 12 | 12 | 16 | 12 | 12 | 13 | 13 | 13 | 13 | 14 | 14 | 14 | 14 | 14 | 15 | 15 | 15 | 15 | 15 | 15 | 15 | 15 | 16 | 15 | 16 | 16 | 16 |

Legenda:

Luogo: C = Casa; T = Trasferta. Risultato: V = Vittoria; N = Pareggio; P = Sconfitta.

### Statistiche dei giocatori
| Giocatore       | Bundesliga | Bundesliga | Bundesliga  | Bundesliga | Coppa di Germania | Coppa di Germania | Coppa di Germania | Coppa di Germania | Totale   | Totale | Totale      | Totale     |
| Giocatore       | Presenze   | Reti       | Ammonizioni | Espulsioni | Presenze          | Reti              | Ammonizioni       | Espulsioni        | Presenze | Reti   | Ammonizioni | Espulsioni |
| --------------- | ---------- | ---------- | ----------- | ---------- | ----------------- | ----------------- | ----------------- | ----------------- | -------- | ------ | ----------- | ---------- |
| V. Balevski     | 20         | 2          | 2           | 0          | 0                 | 0                 | 0                 | 0                 | 20       | 2      | 2           | 0          |
| K. Berger       | 24         | 6          | 2           | 1          | 1                 | 0                 | 0                 | 0                 | 25       | 6      | 2           | 1          |
| H. Bredenfeld   | 33         | 2          | 4           | 0          | 2                 | 1                 | 0                 | 0                 | 35       | 3      | 4           | 0          |
| O. Flindt-Bjerg | 27         | 3          | 1           | 0          | 2                 | 0                 | 0                 | 0                 | 29       | 3      | 1           | 0          |
| N. Janzon       | 34         | 16         | 1           | 0          | 2                 | 1                 | 0                 | 0                 | 36       | 17     | 1           | 0          |
| G. Jung         | 1          | 0          | 1           | 0          | 0                 | 0                 | 0                 | 0                 | 1        | 0      | 1           | 0          |
| J. Kalb         | 32         | 0          | 0           | 0          | 2                 | 0                 | 0                 | 0                 | 34       | 0      | 0           | 0          |
| S. Kessler      | 0          | 0          | 0           | 0          | 0                 | 0                 | 0                 | 0                 | 0        | 0      | 0           | 0          |
| G. Komorowski   | 19         | 0          | 1           | 0          | 0                 | 0                 | 0                 | 0                 | 19       | 0      | 1           | 0          |
| R. Krauth       | 13         | 1          | 0           | 0          | 2                 | 0                 | 1                 | 0                 | 15       | 1      | 1           | 0          |
| M. Kübler       | 32         | 6          | 2           | 0          | 2                 | 0                 | 0                 | 0                 | 34       | 6      | 2           | 0          |
| K. Niedermayer  | 11         | 0          | 0           | 0          | 1                 | 0                 | 0                 | 0                 | 12       | 0      | 0           | 0          |
| J. Radau        | 11         | 0          | 1           | 0          | 1                 | 0                 | 0                 | 0                 | 12       | 0      | 1           | 0          |
| W. Schäfer      | 34         | 5          | 8           | 0          | 2                 | 0                 | 0                 | 0                 | 36       | 5      | 8           | 0          |
| T. Sjöberg      | 6          | 0          | 0           | 0          | 0                 | 0                 | 0                 | 0                 | 6        | 0      | 0           | 0          |
| K. Struth       | 30         | 11         | 0           | 0          | 2                 | 0                 | 1                 | 0                 | 32       | 11     | 1           | 0          |
| W. Trenkel      | 17         | 1          | 0           | 0          | 2                 | 0                 | 0                 | 0                 | 19       | 1      | 0           | 0          |
| R. Ulrich       | 34         | 0          | 2           | 0          | 1                 | 0                 | 0                 | 0                 | 35       | 0      | 2           | 0          |
| R. Vogel        | 7          | 0          | 0           | 0          | 0                 | 0                 | 0                 | 0                 | 7        | 0      | 0           | 0          |
| R. Wimmer       | 34         | 0          | 0           | 0          | 2                 | 0                 | 0                 | 0                 | 36       | 0      | 0           | 0          |
| M. Wäschle      | 0          | 0          | 0           | 0          | 0                 | 0                 | 0                 | 0                 | 0        | 0      | 0           | 0          |